# Манчестер (Іллінойс)
Манчестер (англ. Manchester) — селище (англ. village) в США, в окрузі Скотт штату Іллінойс. Населення — 265 осіб (2020).

## Географія
Манчестер розташований за координатами 39°32′32″ пн. ш. 90°19′49″ зх. д. / 39.54222° пн. ш. 90.33028° зх. д. (39.542313, -90.330299).  За даними Бюро перепису населення США в 2010 році селище мало площу 2,75 км², уся площа — суходіл.

## Демографія
Згідно з переписом 2010 року, у селищі мешкали 292 особи в 127 домогосподарствах у складі 83 родин. Густота населення становила 106 осіб/км².  Було 138 помешкань (50/км²).
Расовий склад населення:
| - 99,3 % — білих |

До двох чи більше рас належало 0,7 %. Частка іспаномовних становила 0,3 % від усіх жителів.
За віковим діапазоном населення розподілялося таким чином: 20,9 % — особи молодші 18 років, 61,6 % — особи у віці 18—64 років, 17,5 % — особи у віці 65 років та старші. Медіана віку мешканця становила 44,4 року. На 100 осіб жіночої статі у селищі припадало 89,6 чоловіків;  на 100 жінок у віці від 18 років та старших — 87,8 чоловіків також старших 18 років.
Середній дохід на одне домашнє господарство  становив 62 584 долари США (медіана — 51 000), а середній дохід на одну сім'ю — 67 828 доларів (медіана — 52 750). Медіана доходів становила 39 000 доларів для чоловіків та 23 333 долари для жінок. За межею бідності перебувало 8,3 % осіб, у тому числі 14,8 % дітей у віці до 18 років та 7,7 % осіб у віці 65 років та старших.
Цивільне працевлаштоване населення становило 162 особи. Основні галузі зайнятості: освіта, охорона здоров'я та соціальна допомога — 25,9 %, роздрібна торгівля — 17,9 %, виробництво — 9,9 %, сільське господарство, лісництво, риболовля — 7,4 %.